# Rentokill
I Rentokill sono un gruppo punk rock austriaco.

## Storia del gruppo
Nati nella seconda metà degli anni novanta nei sobborghi di Vienna, sono stai influenzati da band quali 7 Seconds, Strike Anywhere, Rich Kids on LSD, Propagandhi, Good Riddance, Bad Religion e NOFX.. Oltre a due EP autoprodotti, i Rentokill hanno pubblicato due full-length intitolati Back to Convenience (2004, Engineer/Rise or Rust/Broken Heart/Vitaminerpiller Records) e Antichorus (2007, Rude/NoReason/Broken Heart Records), sia in versione CD che LP, uno split vinile 10" con i Red Lights Flash (2006, Broken Heart Records) e un EP in picture vinyl 12" edizione limitata, intitolato The O.S.E. (2009, NoReason/Horror Business/The Shield/Broken Heart), oltre a numerosissime partecipazioni a diverse compilation in tutto il mondo. Back to Convenience e Antichorus sono stati pubblicati anche in Giappone per conto di In-n-Out Records/CR Japan.
Costantemente in tour, la band ha girato in lungo e in largo quasi tutta l'Europa, sbarcando diverse volte anche nel Regno Unito, conquistandosi una grande fetta di pubblico attento alle loro attività. Nelle numerose date europee, i Rentokill hanno avuto l'occasione di suonare al fianco di band quali Anti-Flag, Propagandhi, Millencolin, Death to Me, Good Riddance, Kill Your Idols, Death Before Disco, The Setup, De Heideroosjes, Paint It Black, New Mexican Disaster Squad, Zebrahead, Venerea, Against Me!, Waterdown, Redlightsflash, Antimaniax, Terrorgruppe, Sommerset, Fabulous Disaster, Horace Pinker, I Against I, Elvis Jackson, Antillectual, Multiball, Strike Anywhere, The Loved Ones, Against All Authority e Retching Red (ex Tilt), oltre ad essere stati scelti come supoort band ufficiale del tour europeo di febbraio/marzo 2009 di Rise Against e Strike Anywhere.
Grazie alla notorietà acquisita anch'egli Stati Uniti, i Rentokill sono stati inclusi nel documentario Punk's Not Dead di Susan Dynner.
I testi del gruppo affrontano spesso tematiche politiche, dal problema della comunicazione dei media, alla guerra in Cecenia, dal razzismo, alla mancanza di rispetto per gli animali.

## Discografia

### Album in studio
- 2004 - Back to Convenience
- 2007 - Antichorus

### EP
- 2006 - Red Lights Flash/Rentokill (split)
- 2009 - The O.S.E.

## Formazione
- Lux  - chitarra, voce secondaria
- Jack - voce, chitarra
- Walter - basso
- Bertl - batteria, voce secondaria